# Зубарі (Україна)

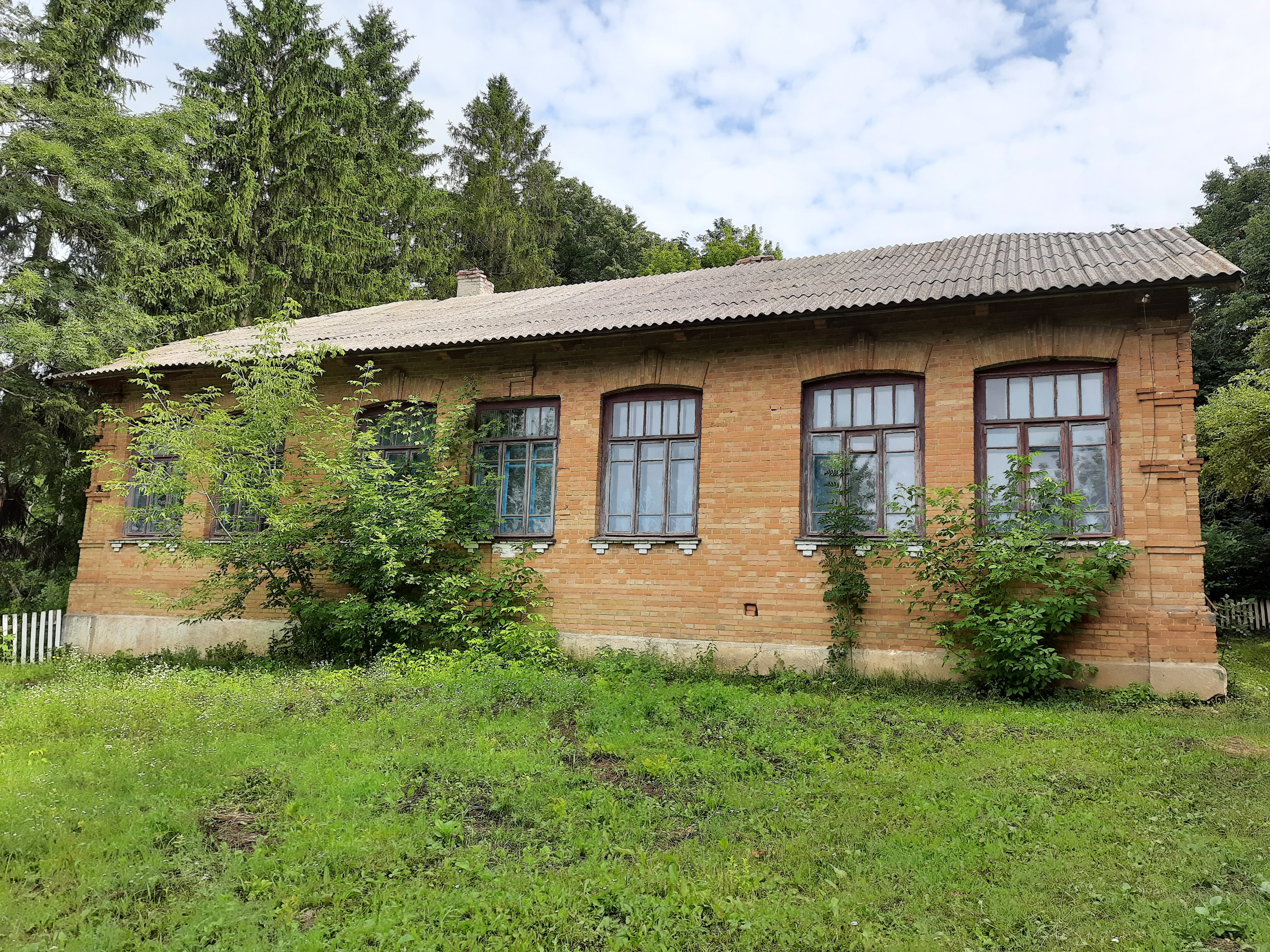
Будівля колишньої школи

Зубарі́, Зубари, Зубарів —  село в Україні, у Ізяславській міській громаді Шепетівського району Хмельницької області. Населення становить 169 осіб (2023). Від 2020 входить до складу Ізяславської міської громади.

## Географія
Селом протікає річка Руда.

## Історія
Вперше згадується під 1581 роком, в акті поділу володінь між князями Янушем та Михайлом Заславськими.
1593 року, як власність Януша Заславського, спустошене татарами.
У селі є дерев'яна церква святого Стефана, збудована 1791 року, до 1839 року в підпорядкуванні Заславського деканату Луцько-Острозького владицтва Української греко-католицької церкви.
У 1906 році село Ізяславської волості Ізяславського повіту Волинської губернії. Відстань від повітового міста 7 верст, від волості 7. Дворів 87, мешканців 692.
Протягом 1907–1917 років село у складі Заславського ключа Заславського майорату князів Санґушків.
7 (20) листопада 1917 року, відповідно до Третього Універсалу Української Центральної Ради, увійшло до складу Української Народної Республіки.
У квітні 1919 року Зубарі від більшовицьких загарбників, які після битви під Бердичевом прорвалися на терени східної Волині, захищав 1-й піший полк Січових Стрільців Дієвої армії під командуванням Івана Андруха.
12 червня 2020 року, відповідно до розпорядження Кабінету Міністрів України № 727-р «Про визначення адміністративних центрів та затвердження територій територіальних громад Хмельницької області», увійшло до складу Ізяславської міської територіальної громади.
19 липня 2020 року, в результаті адміністративно-територіальної реформи та ліквідації Ізяславського району, село увійшло до складу новоутвореного Шепетівського району